# Marlies Schildová
Marlies Raichová, nepřechýleně Marlies Raich, více známá pod svým dívčím jménem Marlies Schildová, nepřechýleně Marlies Schild, (* 31. května 1981 Admont) je rakouská alpská lyžařka a olympionička.
Na počátku své kariéry sice upřednostňovala sjezd, ale po operacích kolena podstoupených ve věku devatenácti let se soustředila na slalom a obří slalom.
Na mistrovství světa v roce 2003 ve Svatém Mořici vybojovala stříbrnou medaili ve slalomu za Janicou Kosteličovou. O dva roky později získala bronz v kombinaci.
Na Zimních olympijských hrách 2006 v Turíně vyhrála stříbro v kombinaci a bronz ve slalomu. Ve světovém poháru vyhrála do sezóny 2015–2016 37 závodů, z toho třicet pět ve slalomu, jeden v superkombinaci a jeden v obřím slalomu. Do třetího místa se umístila 68krát. První vítězství dosáhla v italském Sestriere 13. března 2004. Ve Světovém poháru 2007 obsadila celkové druhé místo. Získala pět malých křišťálových glóbů, sezónních vítězství v jednotlivých disciplínách, když čtyřikrát ovládla klasifikaci slalomu a jednou kombinaci.
Manželem je bývalý rakouský lyžař Benjamin Raich. Na podzim 2015 očekávají narození prvního potomka .